# Vindula obscura
Vindula obscura är en fjärilsart som beskrevs av Ribbe 1898. Vindula obscura ingår i släktet Vindula och familjen praktfjärilar. Inga underarter finns listade i Catalogue of Life.